# سيدمحمود (جرجر)
آغاچلي (بالتركية: Seyitmahmut)‏ هي قرية تركيّة تتبع إداريّاً لمديرية جرجر في محافظة أديامان التركية، بلغ عدد سكانها 383 نسمة في عام 2021.